# Anglesey Airport

i7
i11
i13
Der Anglesey Airport (walisisch Maes Awyr Môn, IATA-Code: VLY, ICAO-Code: EGOV) ist ein Verkehrsflughafen im Westen der walisischen Insel Anglesey bei Llanfair yn Neubwll. Der zivile Bereich des hauptsächlich militärisch genutzten Flugplatzes ist von den britischen Streitkräften geleast. Die Royal Air Force nutzt die Einrichtung parallel als Royal Air Force Station Valley, kurz RAF Valley, als Basis von Schulflugzeugen. Prince William war hier zwischen Januar 2010 und September 2013 als Pilot von SAR-Hubschraubern stationiert.

## Geschichte
Die Station wurde am 13. Februar 1941 zunächst als Royal Air Force Rhosneigr eröffnet, erhielt ihren heutigen Namen RAF Valley jedoch bereits am 5. April desselben Jahres. Sie unterstand der 9. Gruppe des Fighter Command und die mit Hurricanes ausgerüstete 312. (Czech) Squadron war zwischen März und Mai 1941 der erste Nutzer. Nach deren Verlegung wurde der Platz weiterhin von Hurricane-Staffeln genutzt, hinzu kamen Beaufighters, die 1943 durch Mosquitos ersetzt wurden und u. a. von der 456. (Australian) Squadron geflogen wurde.
Im Jahr 1941 wurden die ursprünglichen drei Start- und Landebahnen ausgebaut. Im Oktober des gleichen Jahres wurde mit der 275. Squadron hier auch erstmals eine Luft- und Seerettungsstaffel aufgestellt, die als Erstausrüstung Walrus and Lysander IIIA Flugzeuge betrieb. Mit der 350 (Belgian) Squadron, ausgerüstet mit Spitfire, lag hier im Winter 1941/1942 eine weitere „nicht-britische“ Staffel, die heute als F-16 Staffel in Florennes liegt.

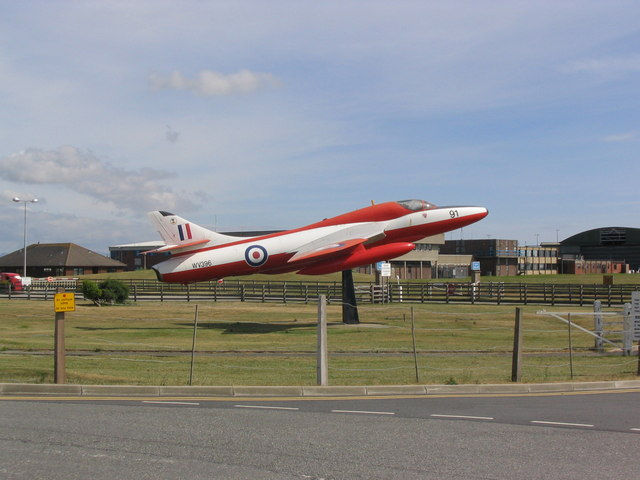
Hunter als Gate Guardian, 2004

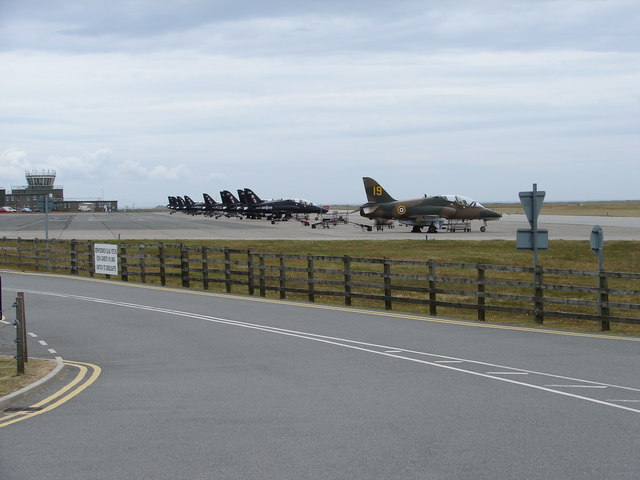
Flightline mit Hawks, 2008

Mit der Wende in der Schlacht im Atlantik im Frühjahr 1943 verringerte sich die Bedeutung von RAF Valley, wie allgemein aller Flugplätze an der Westküste Großbritanniens. Die United States Army Air Forces nutzten die Basis in den letzten beiden Kriegsjahren als Zwischenstation von Luftfahrzeugen, die aus den USA auf den europäischen Kriegsschauplatz überführt wurden und nach dem VE-Day in den Pazifik.
Nach Ende des Zweiten Weltkriegs wurde Valley für einige Jahre lediglich als Ausweichplatz für Flugzeuge anderer Flugplätze genutzt. Die Einrichtung sollte jedoch weiterverwendet werden und die ruhige Zeit wurde für den Ausbau der Unterkünfte genutzt. Mittlerweile der 12. Gruppe unterstellt, verlegte im Jahre 1949 mit der 20. Squadron wieder eine fliegende Staffel nach Valley, zu deren Ausrüstung auch Vampires gehörten, womit der Jet-Flugbetrieb begann.
Im Jahre 1951 kam die Station zur 25. Gruppe innerhalb des Training Command und die Ära als Schulungszentrum begann. RAF Valley wurde bis 1960 Basis der 202. Advanced Flying School (ab 1954 7. Flying Training School), die mit diversen jetgetriebenen Flugzeugen zur Schulung von Jetpiloten der Royal Navy ausgerüstet war. Im Jahr 1960 wurde der Flugplatz Heimat der noch heute hier stationierten 4. Flying Training School (FTS). In den nächsten 15 Jahren war die Folland Gnat T1 der vorwiegend genutzte Trainer, der Mitte der 1970er Jahre durch die bis 2016 hier stationierte Hawk T1 ersetzt wurde. Die Auflösung der in RAF Chivenor beheimateten 7. Flying Training School führte 1994 zu einer Umbenennung der unterstellten Hawk-Staffeln. Zur 4. FTS gehörten für die folgenden sieben Jahre die 19., 74. und 208. Squadron, bevor die 74. Squadron im Rahmen einer Truppenreduzierung im Jahr 2000 aufgelöst wurde. Die verbliebenen Hawk T1 wurden ab 2011 bei der 19. Squadron durch Hawk T2 abgelöst, die noch im selben Jahr in 4. Squadron umbenannt wurde.
Parallel beherbergte Valley über mehrere Jahrzehnte verschiedene Rettungsflugstaffeln, die mit verschiedenen Hubschraubertypen ausgerüstet waren; auch entsprechende Schulelemente der Rettungsflieger nutzten die Basis seit 1962. Die geflogenen Hubschrauber waren die Whirlwind HAR10, Wessex HAR2 und die Sea King HAR3. Zuletzt war Valley Hauptquartier der SAR-Force der RAF und Heimat der Stäbe der beiden Einsatzstaffeln, der 22. und 202. Squadron. Hinzu kam ein Schwarm der ersteren, die C-Flight und die Sea King-Umschuleinheit 203. Squadron. In Folge der Privatisierung der britischen Luftrettung wurde der letzte Einsatz der 'C' Flight der 22. Squadron Anfang Juli 2015 geflogen und die gesamte SAR-Streitmacht am 18. Februar 2016 im Beisein von Prinz William außer Dienst gestellt.
Die letzte Hawk T1 Staffel, die 208. Squadron, wurde im April 2016 aufgelöst und aus der bereits in Valley stationierten SARTU (Search and Rescue Training Unit) ging folgenden im Mai eine neue 202. Squadron hervor.
Im Zuge einer weiteren Neuausrüstung der britischen Schulflugzeugflotte traf zwischen Februar und Dezember 2018 die erste Tranche Texan in Valley ein. Der Ausbildungsflugbetrieb begann 2019 zunächst durch die Texan Integration Squadron sowie der zivilen Partner Ascent (Flugbetrieb) und Affinity (Wartung) und nach Einstellung des Flugbetriebs mit dem Vorgängermodell Tucano in RAF Linton-on-Ouse durch die 72. Squadron. Vier weitere Exemplare trafen 2020 ein.

## Militärische Nutzung

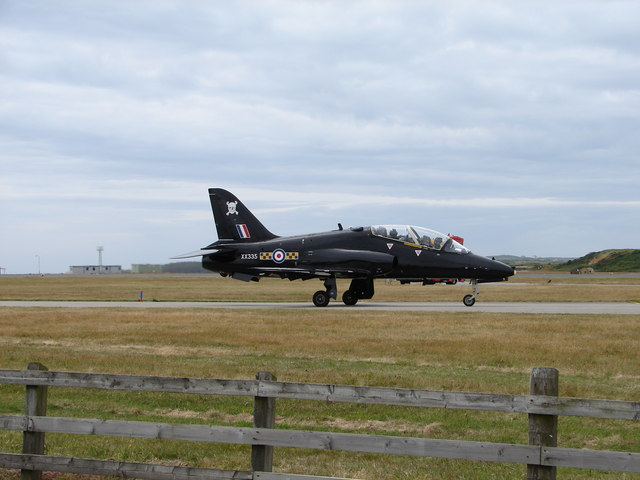
Hawk T1, 100. Sqn, 2008

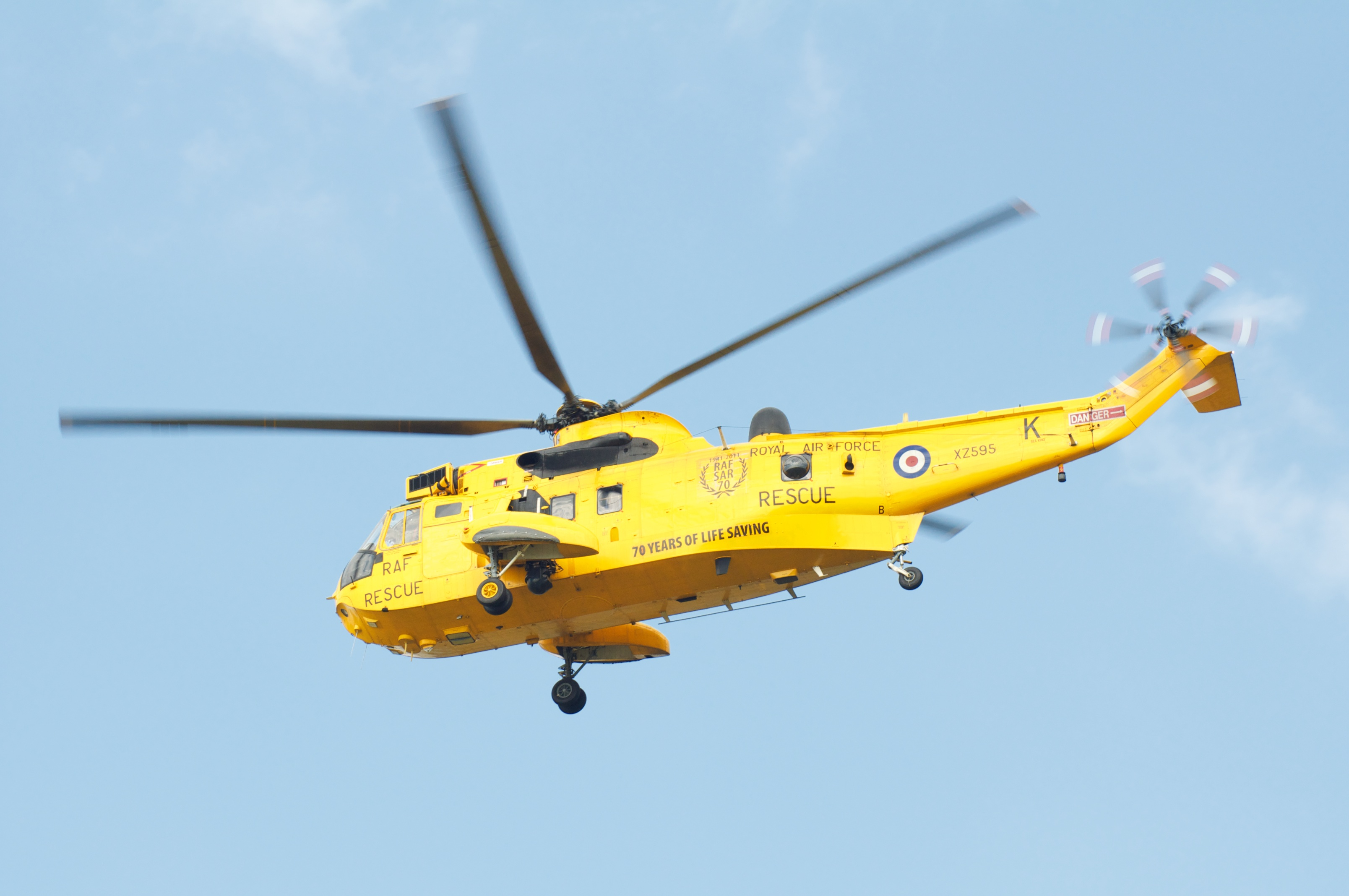
Sea King HAR3, 22. Sqn, 2011

Die Basis beherbergt zurzeit (2018) die folgenden fliegenden Verbände:
- No. 4 Flying Training School ausgerüstet mit Hawk T2 zur Taktik- und Waffenausbildung, zunächst  kurze Zeit noch als 19. und seit 2011 als 4. Squadron, 2018 kam die 25. Squadron hinzu[8]
- 202. (Reserve) Squadron, bis Mai 2016 die SARTU (Search and Rescue Training Unit) mit AW139 und Griffin-Schulungshelikoptern, letztere Ablösung seit April 2018 durch Jupiter HT1, ein Teil der Defence Helicopter Flying School[9]

Die gegenwärtig in Valley beheimateten beiden Staffeln gehören zu den traditionsreichsten Staffeln der britischen Militärfliegerei, deren Geschichte in die Jahre 1912 (4. Squadron) und 1914 (202. Squadron) zurückreicht. Die „200er“ Staffeln waren im Ersten Weltkrieg Marinestaffeln (in diesem Fall die 2. Staffel des Royal Naval Air Service), die mit Gründung der RAF 1918 in 202. Staffel umnummeriert wurde.

## Zivile Nutzung
Anfang 2006 forcierte die National Assembly for Wales Pläne für eine subventionierte Flugverbindung in die walisische Hauptstadt Cardiff, wozu für 1,5 Millionen Pfund ein ziviles Terminal entstand. Zweck war die bessere Anbindung des nordwestlichen Wales und die Verbesserung der wirtschaftlichen Standortbedingungen. Zwei tägliche Verbindungen wurden 2007 von Highland Airways mit Jetstream 31 aufgenommen. Seit 2010 fliegt Manx2 die Route mit Dornier 228. Am 13. März 2017 übernahm im Auftrag von Flybe Eastern Airways die Linie mit einer Jetstream 41. Daneben gibt es gelegentliche Flüge auf die Isle of Man.

## Zwischenfälle
- Am 28. April 1946 setzte eine Avro York C.1 der Royal Air Force (Luftfahrzeugkennzeichen MW256) bei der Landung am Militärflugplatz RAF Valley (Wales) vor der Landebahn auf und kollidierte mit einer Sanddüne. Dabei brach das Fahrwerk zusammen. Alle Insassen, Besatzungsmitglieder und Passagiere, überlebten den Unfall. Das Flugzeug wurde irreparabel beschädigt.[10][11]

- Am 20. März 2018 stürzte ein BAe Hawk des Red-Arrows-Kunstflugteams der britischen Luftwaffe (XX204) kurz nach dem Start um 13:30 Uhr GMT bei einem Trainingsflug auf dem militärischen Teil des Flughafens RAF Valley ab. Ein Mechaniker an Bord des Flugzeuges erlitt tödliche Verletzungen, der Pilot überlebte verletzt.[12]